# انبار (بوکان)
انبار روستایی در آذربایجان غربی است که در دهستان آختاچی شرقی شهرستان بوکان واقع شده‌است. براساس سرشماری مرکز آمار ایران در سال ۱۳۹۵، انبار ۲۳۳ نفر جمعیت دارد.